# جبال تشمانيماني
تشِمانيماني هي سلسلة جبلية تقع على الحدود بين زيمبابوي وموزمبيق. تقع الجبال في الجزء الجنوبي من المرتفعات الشرقية، أو مرتفعات مانيكا، وهي حزام من المرتفعات يمتد شمالًا وجنوبًا على طول الحدود الدولية، بين نهري زمبيزي وسَفي.
تشمل جبال تشمانيماني جبل بينغا (2436 م)، وهي أعلى قمة في موزمبيق وثاني أعلى قمة في زيمبابوي. تعد الجبال موطنًا للغابات المتنوعة والسافانا والمراعي الجبلية والأراضي البراحية. تضم جبال تشمانيماني محمية منتزه تشمانيماني الوطني في زيمبابوي ومحمية تشمانيماني الوطنية المجاورة في موزمبيق. يشكل هذان المتنزهان، بالإضافة إلى منطقة عازلة أكبر، منطقة محمية تشمانماني العابرة للحدود.